# Фердінандо Касарді
Фердінандо Касарді (італ. Ferdinando Casardi; 1 січня 1887, Барлетта — 11 січня 1975, Барлетта) — італійський адмірал та політик.

## Біографія

### Військова служба
Фердінандо Касарді народився 1 січня 1887 року в Барлетті. У 1904 році вступив до Військово-морської академії в Ліворно, яку закінчив у 1907 році у званні гардемарина. У 1911—1912 роках, вже будучи у званні молодшого лейтенанта, ніс службу на борту авізо «Стафетта», яке проводило гідрографічні дослідження в Червоному морі. Брав участь в італійсько-турецькій війні.
Під час Першої світової війни у званні лейтенанта ніс службу на борту лінкорів «Вітторіо Емануеле» та «Данте Аліг'єрі».
Після закінчення війни Фердінандо Касарді командував декількома міноносцями. У 1920 році здійснив похід Дунаєм на міноносці «69 PN». Після отримання звання капітана III рангу командував есмінцями «Дженерале Антоніо Кінотто» і «Вінченцо Джованні Орсіні». Після отримання звання капітана II рангу був переведений в Міністерство військово-морських сил в департамент зброї та морських озброєнь (італ. Direzione delle Armi e Armamenti Navali) в Ла-Спеції.
Протягом 1931—1932 років командував есмінцями «Альвізе да Мосто» та «Уголіно Вівальді». У 1932 році, отримавши звання капітана I рангу, був призначений військово-морським аташе в посольстві Італії в США. Після повернення до Італії у 1934 році був призначений почесним ад'ютантом короля Віктора Емануїла III.
З 11 лютого 1935 року по 6 березня 1936 року і з 4 червня по 5 серпня того ж року командував крейсером «Джованні делле Банде Нере». В період з 7 березня по 3 червня 1936 року був начальником штабу I ескадри, і перебував на борту крейсера «Зара».
У 1937 році Фердінандо Касарді отримав звання контрадмірала та був призначений командувачем Військово-морського командуванні в Лівії.
На цьому посту він перебував з 1 травня 1937 року по 9 лютого 1940 року. Під час перебування на цій посаді, у 1939 році він отримав звання дивізійного адмірала. З 10 лютого по 23 травня 1940 року командував 4 військово-морською дивізією.
На момент вступу Італії у Другу світову війну Фердінандо Касарді командував 2-ю дивізією легких крейсерів, яка складалась з «Джованні делле Банде Нере» (флагманський корабель) та «Бартоломео Коллеоні». ЗІ своєю дивізією він був у складі італійської ескадри під час битви біля Пунта Стіло 9 липня 1940 року.
19 липня того ж року Фердінандо Касарді на чолі 2-ї дивізії взяв участь у битві біля мису Спада, під час якої був потоплений крейсер «Бартоломео Коллеоні».
Після потоплення крейсера «Бартоломео Коллеоні» 2-га дивізія була розформована. Фердінандо Касарді був призначений командувачем 7-ї дивізії легких крейсерів. Його флагманським кораблем спочатку був крейсер «Еудженіо ді Савойя», а пізніше «Емануеле Філіберто Дука д'Аоста». За рік дивізія здійснила численні місії зі супроводу конвоїв, обстрілах ворожого узбережжя та постановки мін. За це Фердінандо Касарді був нагороджений Срібною медаллю «За військову доблесть», Савойським військовим орденом та Орденом Заслуг німецького орла.
З 1 серпня 1941 року Фердінандо Касарді був переведений у департамент персоналу ВМС Італії, де прослужив 2 роки. 7 серпня 1943 року він був призначений командувачем військово-морського командування в Неаполі. Після капітуляції Італії 8 вересня 1943 року Неаполь був захоплений німцями. Касарді, щоб уникнути арешту, переховувався в будинку свого начальника штабу, де продовжував діяти на нелегальному становищі до 30 вересня, коли місто було звільнене, після чого повернувся на свою посаду і співпрацював зі союзниками.
У лютому 1945 року Касарді залишив командування в Неаполі і був переведений на службу до міністерства військово-морського флоту.

### Політична діяльність
У 1948 році Фердінандо Касарді був обраний сенатором першого скликання сенату Італійської республіки від християнсько-демократичної партії. У парламенті він був членом комітету з оборони. 1 січня 1950 року він вийшов у відставку у зв'язку із досягненням ліміту перебування на службі за віком. Того ж року був заступником міністра фінансів в уряді Альчіде де Гаспері. Після закінчення повноважень сенатора у 1953 році протягом двох років був президентом Національної асоціації моряків Італії (італ. Associazione Nazionale Marinai d'Italia).
Помер в Барлетті 11 січня 1975 року.

## Нагороди
- Срібна медаль «За військову доблесть»
- Кавалер Савойського військового ордена
- Хрест «За військову доблесть»
- Орден Заслуг німецького орла 2-го класу